# Copa dos Campeões de Voleibol Masculino de 1997
A Copa dos Campeões de Voleibol Masculino de 1997 foi a segunda edição deste evento, sob chancela da Federação Internacional de Voleibol (FIVB). Esta competição foi sediada no Japão e as partidas foram realizadas em três cidades (Hiroshima, Osaka e Tóquio), entre os dias 15 e 24 de novembro.
O título foi conquistado pelo Brasil, o seu primeiro na história, ao não perder nenhuma das cinco partidas realizadas.

## Equipes participantes
- Japão (país-sede)
- Brasil
- Países Baixos
- Cuba
- China
- Austrália

## Sistema de competição
A Copa dos Campeões masculina foi disputada no sistema de pontos corridos. Cada time jogou uma vez contra cada um dos cinco times restantes. Foram acumulados pontos durante o torneio inteiro, e a equipe com a maior pontuação foi declarada campeã.

## Resultados

### Primeira rodada
15 de Novembro
| Jogo   | Jogo | Jogo          | Parciais | Parciais | Parciais | Parciais | Parciais |
| Jogo   | Jogo | Jogo          | 1        | 2        | 3        | 4        | 5        |
| ------ | ---- | ------------- | -------- | -------- | -------- | -------- | -------- |
| Japão  | 3-0  | Austrália     | 15-4     | 15-10    | 15-3     | -        | -        |
| China  | 3-1  | Países Baixos | 15-13    | 15-10    | 12-15    | 15-5     | -        |
| Brasil | 3-1  | Cuba          | 13-15    | 15-10    | 15-4     | 15-9     | -        |

### Segunda rodada
17 de Novembro
| Jogo          | Jogo | Jogo      | Parciais | Parciais | Parciais | Parciais | Parciais |
| Jogo          | Jogo | Jogo      | 1        | 2        | 3        | 4        | 5        |
| ------------- | ---- | --------- | -------- | -------- | -------- | -------- | -------- |
| Brasil        | 3-0  | Austrália | 15-2     | 15-11    | 15-3     | -        | -        |
| Cuba          | 3-0  | China     | 15-12    | 15-11    | 15-3     | -        | -        |
| Países Baixos | 3-2  | Japão     | 15-9     | 22-24    | 16-14    | 11-15    | 15-9     |

### Terceira rodada
19 de Novembro
| Jogo          | Jogo | Jogo      | Parciais | Parciais | Parciais | Parciais | Parciais |
| Jogo          | Jogo | Jogo      | 1        | 2        | 3        | 4        | 5        |
| ------------- | ---- | --------- | -------- | -------- | -------- | -------- | -------- |
| Brasil        | 3-0  | China     | 15-5     | 15-12    | 15-10    | -        | -        |
| Países Baixos | 3-0  | Austrália | 26-24    | 15-12    | 15-5     | -        | -        |
| Cuba          | 3-2  | Japão     | 7-15     | 15-4     | 13-15    | 15-6     | 15-11    |

### Quarta rodada
22 de Novembro
| Jogo   | Jogo | Jogo          | Parciais | Parciais | Parciais | Parciais | Parciais |
| Jogo   | Jogo | Jogo          | 1        | 2        | 3        | 4        | 5        |
| ------ | ---- | ------------- | -------- | -------- | -------- | -------- | -------- |
| China  | 3-1  | Japão         | 8-15     | 15-13    | 15-12    | 15-11    | -        |
| Brasil | 3-2  | Países Baixos | 15-9     | 15-12    | 13-15    | 12-15    | 15-10    |
| Cuba   | 3-1  | Austrália     | 15-3     | 12-15    | 15-4     | 15-12    | -        |

### Última rodada - Tóquio
24 de Novembro
| Jogo          | Jogo | Jogo      | Parciais | Parciais | Parciais | Parciais | Parciais |
| Jogo          | Jogo | Jogo      | 1        | 2        | 3        | 4        | 5        |
| ------------- | ---- | --------- | -------- | -------- | -------- | -------- | -------- |
| China         | 3-2  | Austrália | 15-12    | 15-9     | 13-15    | 12-15    | 15-13    |
| Países Baixos | 3-1  | Cuba      | 15-11    | 16-14    | 4-15     | 15-8     | -        |
| Brasil        | 3-0  | Japão     | 15-5     | 15-11    | 19-17    | -        | -        |

## Classificação final
| Posição | Equipe        |
| ------- | ------------- |
|         | Brasil        |
|         | Países Baixos |
|         | Cuba          |
| 4       | China         |
| 5       | Japão         |
| 6       | Austrália     |

## Individuais
- Maior Pontuador e MVP:  Nalbert Bitencourt
- Melhor Atacante:  Bas van de Goor
- Melhor Bloqueador:  Zheng Liang
- Melhor Sacador:  David Beard
- Melhor Líbero:  Li Tieming
- Melhor Levantador:  Misha Latuhihin
- Melhor Recepção:  Nalbert Bitencourt